# Thomas Doll
Thomas Jens Uwe Doll (* 9. April 1966 in Malchin) ist ein deutscher Fußballtrainer und ehemaliger Fußballspieler.

## Sportliche Laufbahn

### Vereine

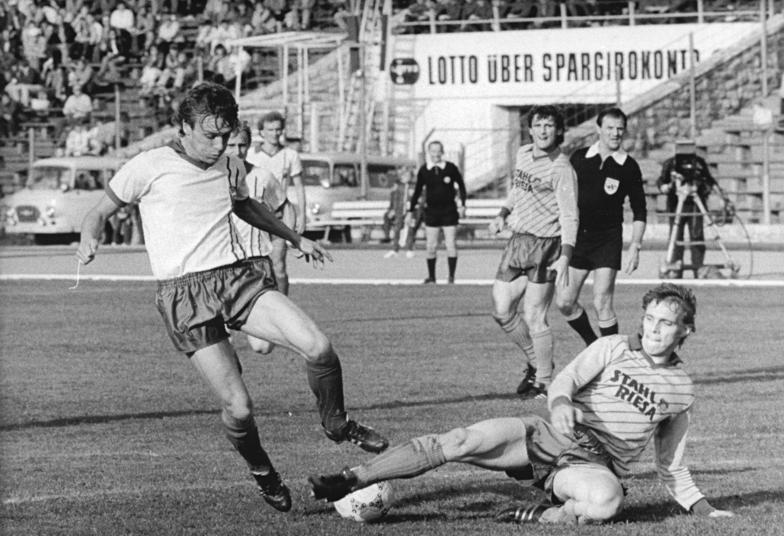
Doll (links) als Spieler des BFC Dynamo beim Spiel gegen Stahl Riesa 1987

Thomas Doll begann als Jugendlicher bei der BSG Lok Malchin mit dem Fußballspielen. Zugunsten des Sports verzichtete er auf das Abitur und machte eine Ausbildung zum Maschinen- und Anlagenmonteur. Bald wurde Hansa Rostock auf ihn aufmerksam, für den er bis 1986 als Stürmer in der DDR-Oberliga spielte. Bei seinem Oberliga-Einstand war Doll mit 17 Jahren, vier Monaten und 18 Tagen der jüngste Spieler, der bis dahin in Rostocks erster Mannschaft eingesetzt wurde. Dieser Wert wurde erst im Januar 2025 von Fiete Bock unterboten.
Nach dem Abstieg von Hansa Rostock aus der Oberliga wechselte Doll zum BFC Dynamo. Mit der Mannschaft sammelte der Stürmer erste internationale Erfahrungen, da die Ost-Berliner im Europapokal der Landesmeister antraten. Beim BFC bildete Doll mit Andreas Thom sowohl im Fußballclub als auch später in der DDR-Nationalmannschaft ein erfolgreiches Angriffsduo. Beim BFC spielte Doll auch mit dem ebenfalls aus Rostock stammenden Libero Frank Rohde.
Gemeinsam mit Rohde wechselte Doll vom inzwischen als FC Berlin antretenden DDR-Rekordmeister in der Sommerpause 1990 zum Hamburger SV. Der Bundesligist zahlte für die beiden eine Gesamtablösesumme von 2,5 Millionen DM, das Geschäft stand im Mai 1990 fest. Auch Borussia Dortmund war als neuer Verein Dolls im Gespräch, die Führung des abgebenden Vereins FC Berlin (vormals BFC Dynamo) berichtete des Weiteren vom Interesse der Vereine PSV Eindhoven sowie Glasgow Rangers. Doll entschied sich aber für Hamburg, um dort weiterhin mit Rohde zusammenspielen zu können. Im April 1991 unterschrieb Doll in Hamburg einen neuen, bis 1995 geltenden Vertrag. Nach einer starken Bundesliga-Saison 1990/91 warb Lazio Rom aber erfolgreich um Doll, dessen Rekordablösesumme von 15 Millionen DM den damals hoch verschuldeten HSV sanierte. In Rom erhielt er von den Lazio-Anhängern den Spitznamen Fanthomas. Nach drei Jahren bei Lazio wechselte Doll zurück in die Bundesliga zu Eintracht Frankfurt. Dort bestritt er wegen Verletzungen in zwei Jahren lediglich 28 Spiele. Nach einer Saison in Italien beim AS Bari kehrte Doll 1998 zum HSV zurück und beendete dort 2001 seine aktive Laufbahn. Gesundheitsbedingt hatte Doll in diesen drei Jahren bei den Hamburgern keine Bundesliga-Partie von Anfang bis Ende durchspielen können.

### Nationalmannschaften
Für die DDR-Auswahl absolvierte der Mecklenburger zwischen 1986 und 1990 29 Spiele (sieben Tore). Sein Debüt gab er am 26. März 1986 bei der 0:2-Niederlage gegen die griechische Mannschaft. Sein erstes Länderspieltor erzielte er am 3. Juni 1987 beim 6:0-Sieg gegen Island.
In der deutschen Nationalmannschaft spielte er von 1991 bis 1993 insgesamt 18 Mal und erzielte sein einziges Tor im EM-Qualifikationsspiel gegen Wales am 16. Oktober 1991. Doll nahm 1992 in Schweden an der Europameisterschaft teil und wurde mit der DFB-Elf Vize-Europameister.

## Trainerkarriere

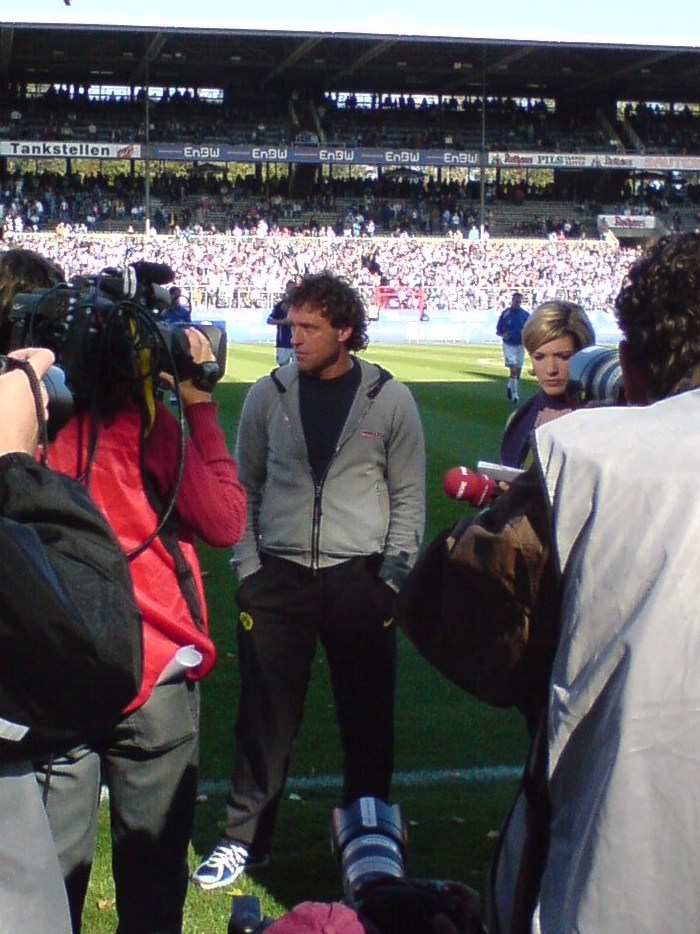
Thomas Doll als Trainer von Borussia Dortmund (2007)

### Hamburger SV
2002 trainierte Doll die Amateure des HSV, ehe er im Oktober 2004 für den scheidenden Klaus Toppmöller die Profimannschaft, die zu dem Zeitpunkt auf dem letzten Bundesligaplatz stand, übernahm. Er verhalf dem HSV zu einer wesentlichen Leistungsverbesserung, vor allem in Auswärtsspielen. Zum Saisonende belegte seine Mannschaft den 8. Platz. In der Saison 2005/06 spielten die Hamburger auch im UEFA-Pokal, für die sie sich im Sommer 2005 über den Gewinn des UI-Cups qualifiziert hatten. Am Ende der Bundesligasaison wurde der dritte Platz erreicht und man qualifizierte sich für die UEFA Champions League. Nachdem im Sommer 2006 diverse Leistungsträger den Verein verlassen hatten (u. a. Khalid Boulahrouz, Sergej Barbarez, Daniel Van Buyten), verlief die Hinrunde der Spielzeit 2006/07 für den HSV wenig erfolgreich, man befand sich auf den Abstiegsrängen. Am 1. Februar 2007 wurde Doll, nachdem seine Mannschaft nur 15 Punkte aus 19 Bundesliga-Partien erspielt hatte, von seinen Aufgaben freigestellt und durch Huub Stevens ersetzt.

### Borussia Dortmund
Am 13. März 2007 wurde Doll beim Bundesligisten Borussia Dortmund als Nachfolger des unmittelbar zuvor zurückgetretenen Trainers Jürgen Röber vorgestellt. Dort sollte er die Borussia vor dem Abstieg bewahren, was ihm bereits am 32. Spieltag nach einem Auswärtserfolg in Wolfsburg gelang. Nach dem Sieg im Revierderby gegen Schalke 04 verpasste der Verein einen Spieltag vor Saisonende knapp einen Platz für die Qualifizierung für den UI-Cup.
Die Hinrunde der Saison 2007/08 verlief für den BVB erneut relativ ernüchternd und wurde mit dem zehnten Rang beendet. Dennoch verlängerte im Januar 2008 der BVB den Vertrag mit Doll um zwei weitere Jahre.
Nach dem Ende der Spielzeit, die der Verein als 13. beendet hatte und in der man ins Finale des DFB-Pokals eingezogen war, bot Doll dem Verein seinen Rücktritt an; dieser wurde von den Verantwortlichen um den BVB-Geschäftsführer Hans-Joachim Watzke angenommen. Sein Nachfolger wurde Jürgen Klopp.

### Gençlerbirliği Ankara
Im Juni 2009 unterzeichnete Doll einen Vertrag bei Gençlerbirliği Ankara in der Türkei. Beim 14. der Saison 2008/09 stand Doll bis zum Ende der Saison 2011/12 unter Vertrag, wurde aber am 17. Oktober 2010 nach einer 2:3-Niederlage nach 16 Monaten entlassen. Obwohl der Klub die Trennung bekannt gab, leitete Doll zur Verwirrung der Medien trotzdem das Training von Gençlerbirliği Ankara, da die ihm angebotene Abfindung zu niedrig schien. Nachdem sich beide Seiten geeinigt hatten, beendete Doll seine Tätigkeit bei dem Verein vier Tage später endgültig.

### Al-Hilal
Ab Juli 2011 trainierte er den saudi-arabischen Erstligisten Al-Hilal und trat nach Unstimmigkeiten mit dem Sportdirektor Sami al-Dschabir am 22. Januar 2012 zurück.

### Ferencváros Budapest
Doll wurde am 19. Dezember 2013 neuer Trainer des ungarischen Erstligisten Ferencváros Budapest und sicherte dem Verein mit einer Serie von neun Siegen aus den letzten neun Saisonspielen den dritten Tabellenplatz der NB I und somit die Teilnahme an der ersten Qualifikationsrunde für die Europa League. 2015 wurde er mit Ferencváros ungarischer Pokalsieger. Seine Vertragslaufzeit wurde vorzeitig bis 2017 verlängert. In der Saison 2015/16 sicherte sich Doll mit Ferencváros sechs Spieltage vor Saisonende den Meistertitel. Er erhielt im Mai 2016 die Auszeichnung als Trainer des Jahres vom Magyar Labdarúgó Szövetség. Wenige Tage später gewann er mit Ferencváros zum zweiten Mal den ungarischen Pokal und damit das Double 2015/16. Am 21. August 2018 trennten sich Doll und der Verein einvernehmlich, obwohl Ferencváros zu diesem Zeitpunkt Tabellenführer in Ungarn war und am Saisonende sogar Meister wurde.

### Hannover 96
Am 28. Januar 2019 übernahm Doll die Bundesligamannschaft von Hannover 96 als Nachfolger von André Breitenreiter, die zu diesem Zeitpunkt nach 19 Spieltagen mit 11 Punkten auf dem 17. Tabellenplatz stand. Er unterschrieb einen Vertrag mit einer Laufzeit bis zum 30. Juni 2020, der auch für die 2. Bundesliga gültig war. Unter Doll holte die Mannschaft bis zum 33. Spieltag 10 Punkte, womit der Abstieg vor dem letzten Spieltag feststand. Hannover 96 beendete die Saison schließlich mit 21 Punkten auf dem 17. Platz. Wenige Tage nach dem Saisonende wurde Mirko Slomka als neuer Cheftrainer vorgestellt.

### APOEL Nikosia
Im August 2019 unterschrieb Doll einen Vertrag beim zyprischen Verein APOEL Nikosia. Er sollte dort das drohende Scheitern in der Qualifikationsrunde zur Champions League abwenden. APOEL hatte das Hinspiel vor dessen Verpflichtung zuhause mit 1:2 gegen Qarabağ Ağdam verloren. Dieses gelang durch einen 2:0-Sieg im Rückspiel, allerdings schied man eine Runde später gegen Ajax Amsterdam aus. Nach der ersten Saisonniederlage (0:2 beim Aufsteiger und Stadtrivalen Olympiakos Nikosia) wurde Doll bei APOEL – trotz vorzeitigem Erreichen der K.O-Phase der Europa League – nach nur vier Monaten im Dezember 2019 entlassen. Zudem gewann er mit APOEL Nikosia den zyprischen Supercup 2019.

### Persija Jakarta
Im April 2022 unterschrieb Doll einen Vertrag beim indonesischen Verein Persija Jakarta. Nach dem Erreichen der Vizemeisterschaft 2023 im ersten Jahr seiner Amtszeit löste Doll seinen Vertrag im Juni 2024 aus privaten Gründen auf.

## Erfolge

### Erfolge als Spieler
- DDR-Meister: 1987, 1988
- FDGB-Pokalsieger: 1988, 1989
- DFV-Supercup: 1989
- Vize-Europameister: 1992

### Erfolge als Trainer
- Ungarischer Meister: 2016
- Ungarischer Pokalsieger 2015, 2016, 2017
- Ungarischer Ligapokal 2015
- Zyprischer Superpokal 2019 mit Apoel Nikosia
- DFB-Pokal-Finalist 2008 mit Borussia Dortmund
- Trainer-des-Jahres-Auszeichnung in Ungarn: 2016

## Ehrungen
- Einstufung als Weltklasse in der Rangliste des deutschen Fußballs: Winter 1991/92
- Mit der Begründung, er habe den HSV von einem Abstiegskandidaten in eine Spitzenmannschaft verwandelt, wurde Thomas Doll 2005 zum Mann des Jahres im deutschen Fußball und zum „Hamburger 2005“ gewählt.

## Sonstiges
Doll hat eine Schwester. Seine Eltern zogen nach dem Ende der DDR aus Malchin nach Büsum. Im Januar 1992 sah sich Doll öffentlich dem Vorwurf ausgesetzt, für die Staatssicherheit der DDR gearbeitet zu haben. Das wurde vom ehemaligen DDR-Zweitligaspieler Jörg Kretzschmar in einer Zeitung geäußert. Doll wies die Anschuldigung zurück. Kretzschmar nahm wenig später seinen Vorwurf zurück.
Zu seiner Zeit als Trainer von Borussia Dortmund hielt Doll am 23. April 2008 eine Pressekonferenz ab, die aufgrund seiner emotionalen und lautstarken Wortwahl für ein hohes Medienecho sorgte. Seine Mannschaft befand sich zu diesem Zeitpunkt mitten im Abstiegskampf (zum Saisonende wurde der 13. Tabellenplatz und damit der Klassenerhalt erreicht) und hatte einige Tage zuvor das DFB-Pokalfinale gegen den FC Bayern München verloren. Jedoch qualifizierte sich der Verein aufgrund dieser Finalteilnahme für die Europa League. Doll, über dessen Ablösung als Cheftrainer in den Medien spekuliert wurde, reagierte auf Fragen der Reporter äußerst emotional und rügte die seiner Meinung nach übertriebene mediale Kritik an seiner Person. Er führte als Beispiel an, dass die Medien ständig auf den Trainer einnagelten und „jetzt auch noch“ auf die Spieler losgingen. Er bemängelte auch die einseitige Sichtweise der Kritiker: „Wenn man was Schlechtes sehen will, sieht man was Schlechtes. Wenn man die andere Seite sehen will, kann man vielleicht auch mal die andere Seite sehen.“ Die Medien verhielten sich „respektlos“. Insbesondere der Ausdruck „Das ist doch alles blablabla ist das doch.“ (gemeint ist die Berichterstattung der Medien und deren Spekulationen) und die Formulierung „Da lach’ ich mir doch den Arsch ab!“ blieben dabei in Erinnerung.
Diese Pressekonferenz wurde später in einigen Medien als „Wutrede“ betitelt, in Anlehnung an ähnlich emotionale Aussagen von Fußballtrainern wie Giovanni Trapattoni und Rudi Völler.

## Privates
Doll ist verheiratet und lebt mit seiner Familie in Budapest. Er ist Vater von drei Töchtern und einem Sohn.